# Liste der kanadischen Militärstandorte in Deutschland

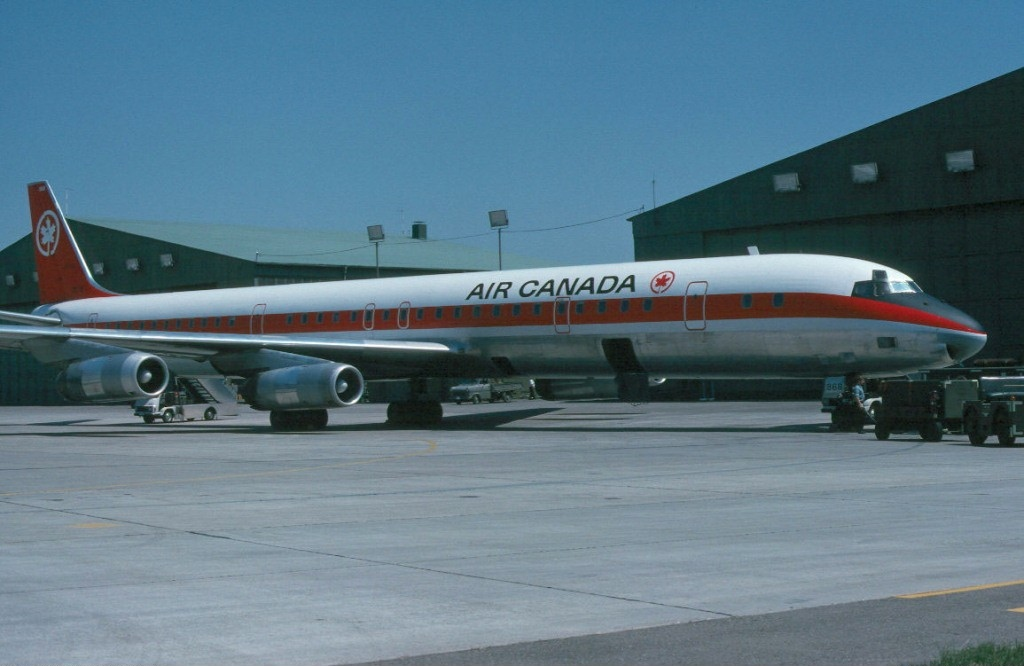
Lahr wurde zur Luftdrehscheibe zwischen Kanada und Europa, Zypern, Naher Osten.

Die Liste der kanadischen Militärstandorte in Deutschland listet alle ehemaligen militärischen Einrichtungen kanadischer Verbände in Deutschland auf. Am Standort Geilenkirchen gibt es, davon abweichend, weiterhin 133 kanadische NATO-Soldaten im AWACS-Headquarters, sie fliegen mit Flugzeugen unter luxemburgischer Flagge. Um die Originalität zu erhalten, folgen die Ortsnamen – so weit es vertretbar erschien – den bei den kanadischen Streitkräften seinerzeit gebräuchlichen Bezeichnungen (d. h. spätere Gemeindereformen werden nicht berücksichtigt).
Die Verbände unterstanden dem Oberkommando CFE/FCE = Canadian Forces Europe/Forces Canadiennes Europe (Kanadische Streitkräfte Europa), Lahr.
Die kanadische Regierung beschloss angesichts der Lageverschärfung durch die Koreakrise 1950 Truppen nach Europa zu entsenden. Die Landstreitkräfte in Brigadestärke (Canadian Mechanized Brigade Group) sollten unter dem Kommando von NORTHAG in Norddeutschland, die Luftstreitkräfte unter dem Kommando von 4 ATAF in Frankreich und der französischen Zone in Deutschland stationiert werden. Im Gegensatz zu allen anderen westlichen Staaten mit Stationierungsstreitkräften in Deutschland, die zunächst die Besatzungstruppen der Siegermächte verstärkten, begründete die kanadische Regierung von Anfang an ihre militärische Präsenz mit der NATO-Bündnisverpflichtung.
Das Ultimatum des französischen Staatspräsidenten Charles de Gaulle 1966 mit dem Ausscheiden aus der Integration der NATO, verbunden mit der Aufforderung, alle Truppen der Bündnispartner bis zum 31. März 1967 vom Territorium Frankreichs abzuziehen, veränderte auch für Kanada die Lage grundlegend. Die in Nordostfrankreich im Raum Metz dislozierten kanadischen Luftstreitkräfte wurden nach Söllingen und den bereits von RCAF genutzten Flugplatz Zweibrücken verlegt. Um die Kräfte zu konzentrieren, die verschiedene Unterstellung von Land- und Luftstreitkräften zu beenden und Kosten zu sparen, verlegte die CMBG 1970 aus dem Raum Soest ebenfalls in den Südwesten nach Lahr und wurde als CENTAG-Reserve geführt.
Die Ausrüstung der kanadischen Streitkräfte mit Nuklearwaffen machte die Anwesenheit von US Custodial Teams erforderlich, um die nukleare Verwahrung nach dem Zwei-Schlüssel-Prinzip zu gewährleisten. Nach dem Regierungswechsel 1984 beendete die kanadische Regierung die bilateralen Nuklearabkommen mit den USA.

## Baden-Württemberg
| Standort  | Liegenschaft                              | Vornutzer             | Truppenteile                             | Jahr der Auflösung | Nachnutzung                     | Bemerkungen |
| --------- | ----------------------------------------- | --------------------- | ---------------------------------------- | ------------------ | ------------------------------- | --- |
| Lahr      | RCAF Base Lahr                            | FFA bis 1967          | CFE/FCE                                  | 1993               | Flughafen Lahr                  | 1969–1971 nuklear bewaffnete Alarmrotte mit CF-104. Luftdrehscheibe zwischen Kanada und Europa, Zypern, Naher Osten. |
| Lahr      | Flughafen-Kaserne                         | Quartier Ménard (FFA) | HQ CMBG (CFE/FCE)                        | 1993               | Flughafen Lahr                  | 1967 Übertragung der Serre-Kaserne von Frankreich an Kanada.                                                         |
| Ringsheim | Canadian Facility Station (CFS) Ringsheim |                       |                                          | 1993               |                                 | |
| Söllingen | RCAF Base Söllingen                       |                       | 1 Canadian Air Group (CFE/FCE) seit 1967 | 1993               | Flughafen Karlsruhe/Baden-Baden | 1952 von der französischen Bauverwaltung erbaut. Nukleare Verwahrung durch US Custodial Team bis 1984.               |

## Niedersachsen
| Standort | Liegenschaft        | Vornutzer | Truppenteile           | Jahr der Auflösung | Nachnutzung | Bemerkungen                                                                                                  |
| -------- | ------------------- | --------- | ---------------------- | ------------------ | ----------- | --- |
| Hameln   | Bindon Barracks     | BAOR      | CMBG (CFE/FCE) 1951    | 1953/1955          | BAOR        | Deutscher Name: Scharnhorst-Kaserne                                                                          |
| Hameln   | Gordon Barracks     | BAOR      | CMBG (CFE/FCE) 1951    | 1953/1955          | BAOR        | Deutscher Name: Linsingen-Kaserne                                                                            |
| Hannover | Chatham Barracks    | BAOR      | HQ CMBG (CFE/FCE) 1951 | 1953/1955          | BAOR        | Deutscher Name: Emmich-Cambrai-Kaserne oder Kriegsschule. 1953/1955 Verlegung der Brigade in den Raum Soest. |
| Hannover | London Barracks     | BAOR      | CMBG (CFE/FCE) 1951    | 1953/1955          | BAOR        | Deutscher Name: Prinz-Albrecht-Kaserne                                                                       |
| Hannover | Stonehenge Barracks | BAOR      | CMBG (CFE/FCE) 1951    | 1953/1955          | BAOR        | Deutscher Name: Fliegerhorst Langenhagen oder Boelcke-Kaserne                                                |

## Nordrhein-Westfalen
| Standort        | Liegenschaft              | Vornutzer                         | Truppenteile                | Jahr der Auflösung | Nachnutzung                       | Bemerkungen |
| --------------- | ------------------------- | --------------------------------- | --------------------------- | ------------------ | --------------------------------- | --- |
| Geilenkirchen   | Geilenkirchen Air Base    | RAFG                              | AWACS HQ (NATO)             | noch bestehend     |                                   | Seit 1994 sind die 133 kanadischen Soldaten die einzigen noch in Deutschland verbliebenen Angehörigen der CFE/FCE. |
| Hemer           | Fort MacLeod              |                                   | CMBG (CFE/FCE) seit 1953    | 1970               | Barrosa Barracks (BAOR)           | Nukleare Verwahrung durch US Custodial Team                                                                        |
| Hemer           | Fort Prince of Wales      |                                   | CMBG (CFE/FCE) seit 1953    | 1970               | Peninsula Barracks (BAOR)         | |
| Iserlohn        | Fort Beauséjour           | Corunna und Epsom Barracks (BAOR) | CMBG (CFE/FCE) seit 1957    | 1970               | Corunna und Epsom Barracks (BAOR) | Deutscher Name Seydlitz-Kaserne                                                                                    |
| Iserlohn        | Fort Qu'Appelle           | Mons Barracks (BAOR)              | CMBG (CFE/FCE) seit 1957    | 1970               | Mons Barracks (BAOR)              | Deutscher Name Winckelmann- oder Artillerie-Kaserne                                                                |
| Iserlohn        | British Military Hospital | BAOR                              | CMBG (CFE/FCE) seit 1957    | 1970               | BAOR                              | 1957–1970 Hospital der kanadischen NATO-Brigade                                                                    |
| Lohne (Soest)   | Fort Chambly              | Salamanca Barracks (BAOR)         | CMBG (CFE/FCE) seit 1957    | 1970               | Salamanca Barracks (BAOR)         | |
| Stockum (Soest) | Fort Henry                | St. Sebastian Barracks (BAOR)     | HQ CMBG (CFE/FCE) seit 1957 | 1970               | St. Sebastian Barracks (BAOR)     | Nukleare Verwahrung durch US Custodial Team.                                                                       |
| Stockum (Soest) | Fort York                 |                                   | CFE/FCE                     | 1965               | CMBG (CFE/FCE)                    | Britische Ortsbezeichnung: Körbecke oder Möhnesee.                                                                 |
| Werl            | Fort Anne                 |                                   | CMBG (CFE/FCE)              | 1970               | Albuhera Barracks (BAOR)          | 1953 im Werler Stadtwald erbaut                                                                                    |
| Werl            | Fort St-Louis             |                                   | CMBG (CFE/FCE)              | 1970               | Albuhera Barracks (BAOR)          | 1953 im Werler Stadtwald erbaut                                                                                    |
| Werl            | Fort Victoria             |                                   | CMBG (CFE/FCE)              | 1970               | Vittoria Barracks (BAOR)          | 1953 im Werler Stadtwald erbaut. Nukleare Verwahrung durch US Custodial Team.                                      |

## Rheinland-Pfalz
| Standort    | Liegenschaft          | Vornutzer                                | Truppenteile                 | Jahr der Auflösung | Nachnutzung           | Bemerkungen                                         |
| ----------- | --------------------- | ---------------------------------------- | ---------------------------- | ------------------ | --------------------- | --------------------------------------------------- |
| Pferdsfeld  | RCAF Base Pferdsfeld  | Luftwaffe; Französische Luftstreitkräfte | RCAF                         | 1955               | USAFE, 1960 Luftwaffe | 1952 von der französischen Bauverwaltung ausgebaut. |
| Zweibrücken | RCAF Base Zweibrücken |                                          | Jagdflieger (RCAF) seit 1953 | 1969               | USAFE                 | 1952 von der französischen Bauverwaltung erbaut.    |

## Abkürzungen
| Abkürzung | Text                                        |
| --------- | ------------------------------------------- |
| AFNORTH   | Allied Forces Northern Europe               |
| ATAF      | Allied Tactical Air Force                   |
| AWACS     | Airborne Warning and Control System         |
| BAOR      | British Army of the Rhine                   |
| CFE       | Canadian Forces Europe                      |
| CMBG      | Canadian Mechanized Brigade Group           |
| FCE       | Forces Canadiennes en Europe                |
| FFA       | Forces Françaises en Allemagne              |
| HQ        | Headquarters                                |
| NATO      | North Atlantic Treaty Organisation          |
| OTAN      | Organisation du Traité de l’Atlantique Nord |
| RAFG      | Royal Air Force Germany                     |
| RCAF      | Royal Canadian Air Force                    |
| USAFE     | United States Air Force in Europe           |
| USAREUR   | United States Army in Europe                |